# L.B. Foster
L.B. Foster ist ein amerikanischer Industriekonzern mit Sitz in Pittsburgh. Der Geschäftsbereich Rail Products and Services verkauft Eisenbahnschienen und produziert verschiedene Produkte für den Gleisbau (Stromschienen, Schienenbefestigungen). Die Töchter Allegheny Rail Products und CXT stellen Isolierstöße bzw. Betonschwellen her. Der Bereich Construction Products produziert Spundwände und Betonfertigteile. Die Geschäftseinheit Tubular and Energy Services veredelt Stahlrohre durch Beschichten, Gewindebohren und Bemalen.
Die Tochtergesellschaft Salient Systems stellt u. a. berührungslose Achslastmessgeräte (Wheel Impact Load Detector) her.